# Zeanuri
Zeanuri en basque ou Ceánuri en espagnol est une commune de Biscaye dans la communauté autonome du Pays basque en Espagne.
Le nom officiel de la ville est Zeanuri.

## Géographie
Les quartiers de Zeanuri sont Plaza, Eleizondo, Orue, Asterria, Uribe, Ipiña, Undurraga, Altzusta, Lanbreabe, Ipiñaburu, Zuleibar, Otsemendi, Zubizabal, Altzuaga et Ibarguen.

## Sports
Le village accueille la course Gorbeia Suzien, épreuve de skyrunning, en septembre depuis 2014.

### Sources
- (es) Cet article est partiellement ou en totalité issu de l’article de Wikipédia en espagnol intitulé « Ceánuri » (voir la liste des auteurs).